# Naikan
Naikan (内観, litt. « regard interne » ou « introspection ») est une méthode de réflexion sur soi, développée par un moine bouddhiste membre du Jōdo shinshū, une école bouddhiste japonaise.

## Présentation
Dans la spiritualité bouddhiste japonaise, le naikan est une pratique d'introspection de recherche du bouddha en soi. Cette pratique de méditation a été adaptée en psychothérapie (méthode ou thérapie naikan), vers 1930, par le moine bouddhiste Yoshimoto Ishin, membre du Jōdo shinshū, une école bouddhiste japonaise.